# Marina Bay Sands

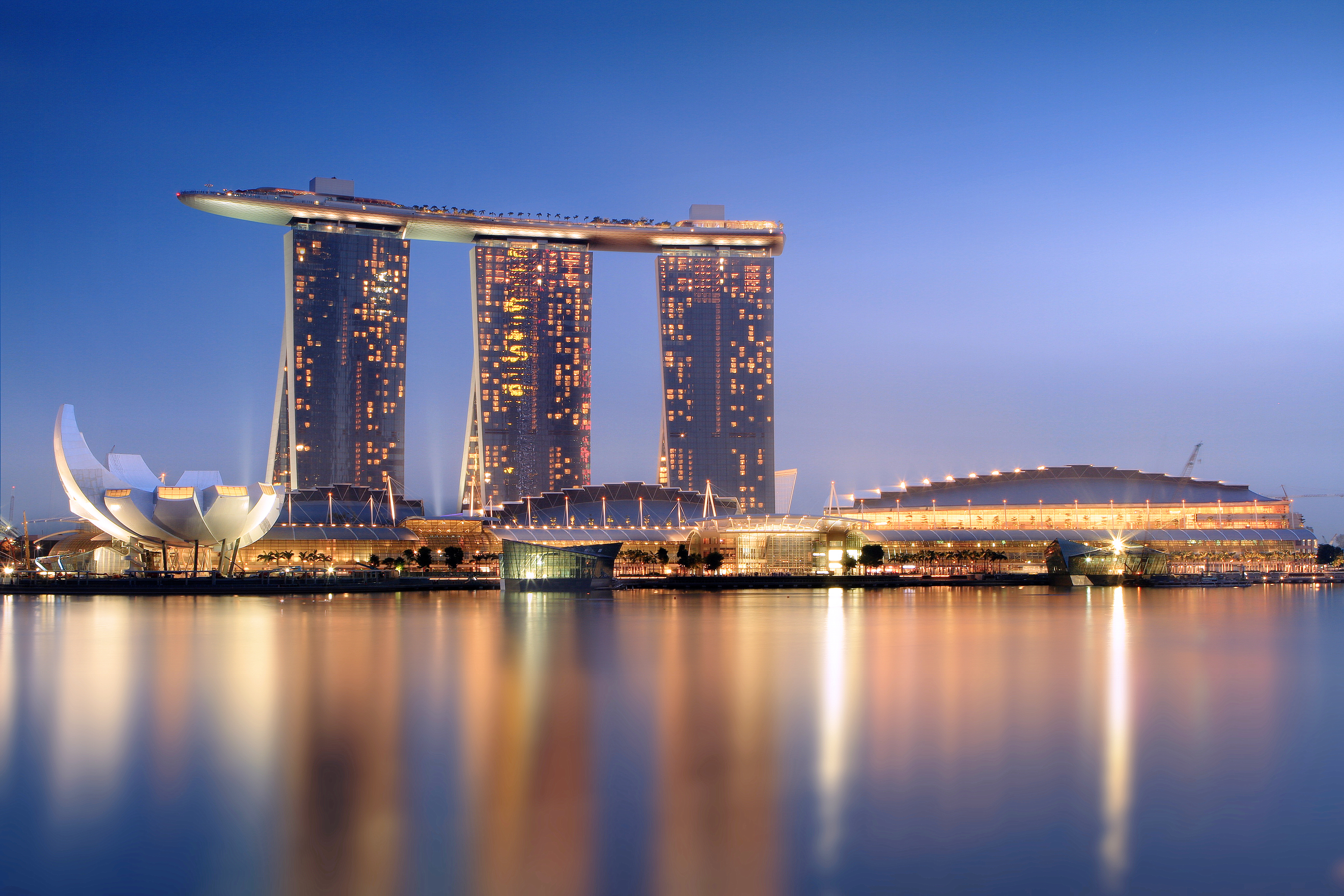
Der Komplex in der Abenddämmerung im November 2010

Marina Bay Sands ist ein Resort an der Marina Bay in Singapur. Das 20 Hektar umfassende Resort umfasst drei 55-stöckige Hoteltürme sowie zwei schwimmende Pavillons. Quer über die Hoteltürme erstreckt sich ein 340 Meter langer nicht-öffentlicher Dachgarten und ein 146 Meter langer Infinitypool, wobei man über Eintrittskarten Zugang zum Dachgarten erhält, die Nutzung des Schwimmbads ist nur den Hotelgästen vorbehalten. Bau und Grundstück sollen bis zur Eröffnung 2010 rund 4,6 Milliarden Euro gekostet haben.

## Lage
Das Marina Bay Sands befindet sich auf der Halbinsel Marina South zwischen der Bucht Marina Bay an der Mündung des Singapore River und der Straße von Singapur. Administrativ stellt die Halbinsel eine urban planning area in der Central Region dar.

## Architektur

### Gebäude
Das Resort wurde von Architekt Mosche Safdie entworfen, der Stapel von Spielkarten als Vorlage verwendete. Die Architektur des Resorts und wesentliche nachträgliche Gestaltungsänderungen wurden von diversen Feng-Shui-Meistern abgesegnet. Der lokal beauftragte Architekt war Aedas Singapore, die Ingenieurarbeiten wurden von Arup und Parsons Brinkerhoff (MEP) erbracht.

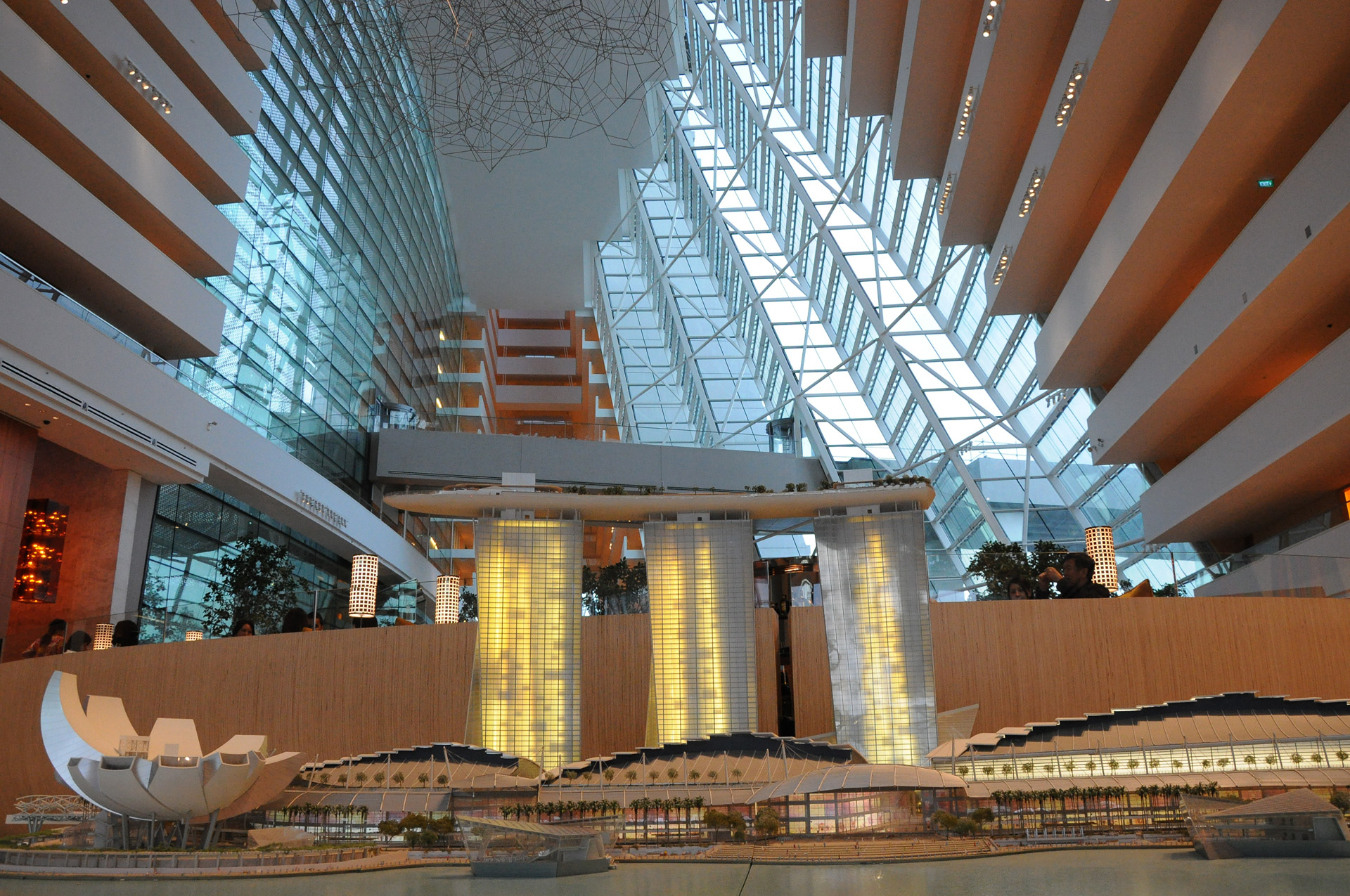
Modell des Projekts im Innern des Hotels

Das Gebäude besteht aus drei Hoteltürmen mit je 55 Stockwerken, die im Juli 2009 ihre maximale Höhe von 191 Meter erreichten. Die Dächer der drei Türme werden durch eine Dachterrasse, den sogenannten Sands SkyPark, verbunden.

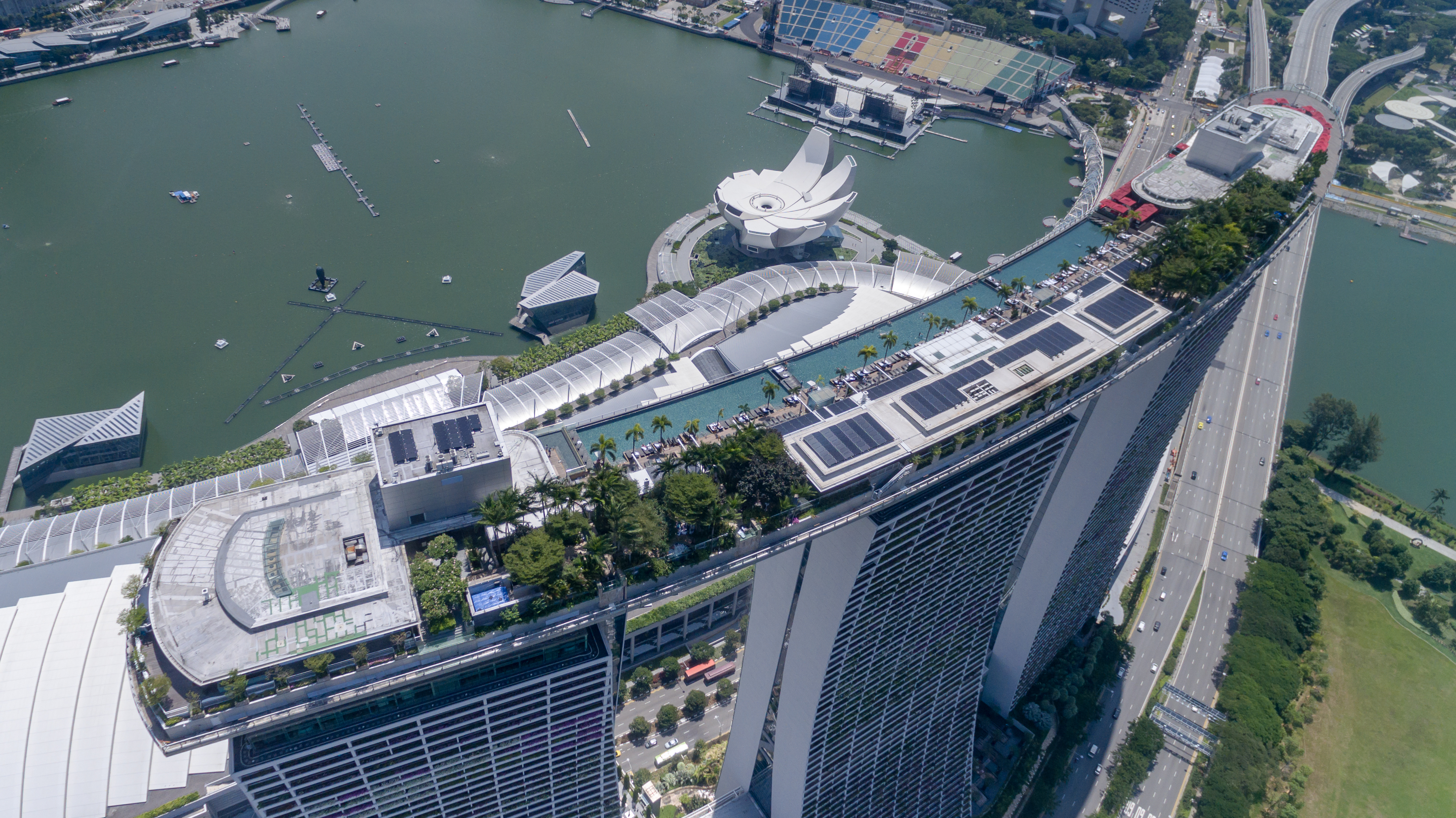
Gebäude mit Rooftop-Pool aus der Luft

Die für die Öffentlichkeit zugängliche Aussichtsplattform umfasst auf einer Fläche von 1,2 Hektar einen Garten mit Bäumen sowie einen 146 Meter langen Infinity Pool, der aus drei verbundenen Becken besteht und 1424 Kubikmeter Wasser enthält. Dies ist das weltweit größte Außenschwimmbad auf einer solchen Höhe. Von der Dachterrasse, die 3900 Personen Platz bietet, hat der Besucher ein 360-Grad-Panorama auf Singapur. Um die durch Wind verursachten Bewegungen der Türme auszugleichen, wurden vier Bewegungsfugen zwischen den drei Pools mit bis zu 500 Millimeter Breite eingearbeitet. Individuelle Hebestützen unter jedem Pool sollen die zu erwartende unterschiedliche Setzung der Türme ausgleichen und damit den Pool waagerecht halten.

### Nutzung
Die Anlage besteht aus dem Hotel mit 2561 Zimmern, einem Casino, das über mehr als 600 Tische und 2500 Einarmige Banditen verfügt, einem 120.000 Quadratmeter großen Konferenz- und Ausstellungszentrum, einer Shopping Mall, einem Kunst- und Wissenschaftsmuseum, 2 Theatersälen, 6 Restaurants, diversen weiteren Verpflegungsmöglichkeiten, Bars und Nachtclubs, 2 schwimmenden Pavillons sowie einer Eisbahn.

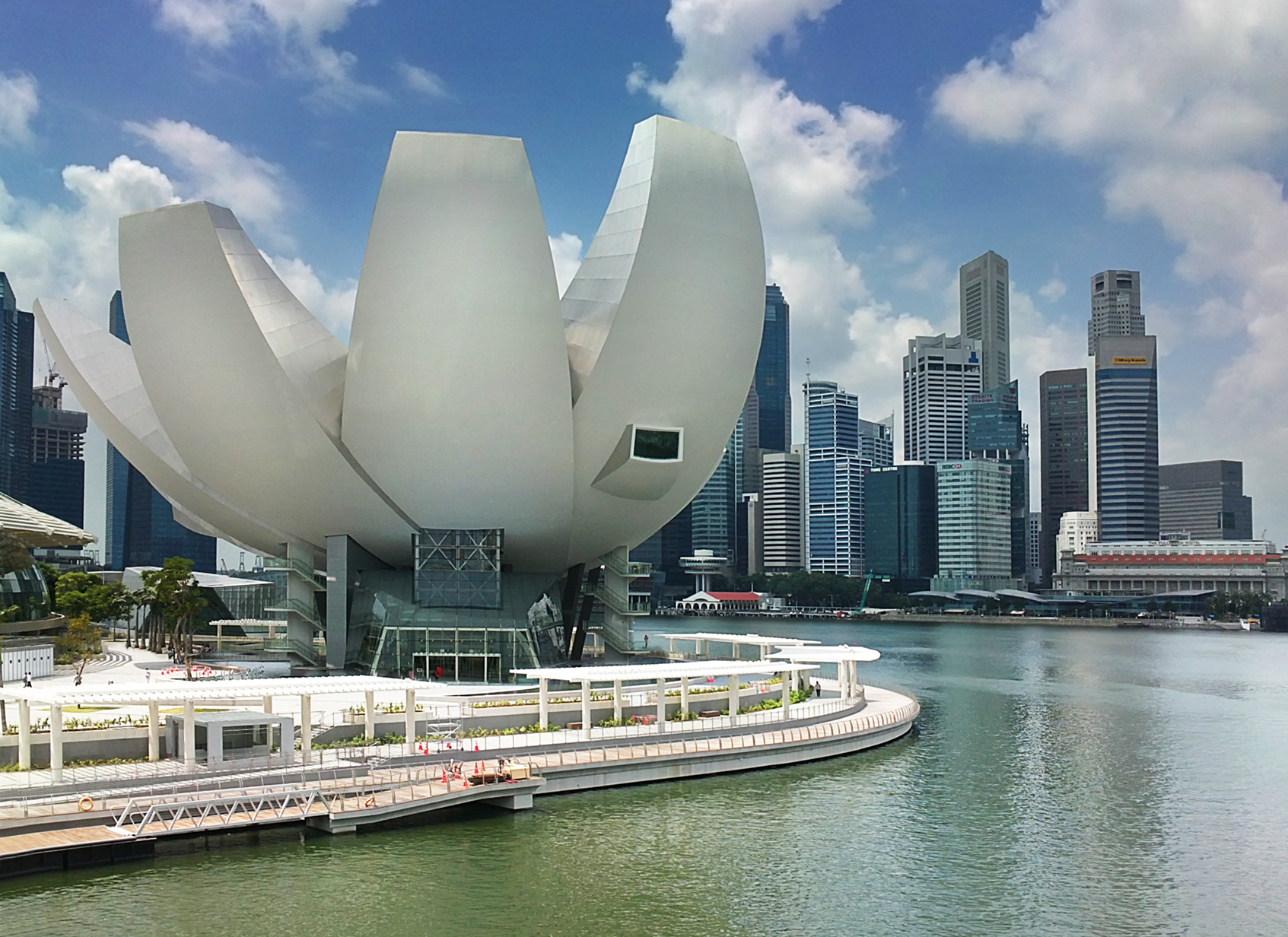
ArtScience Museum

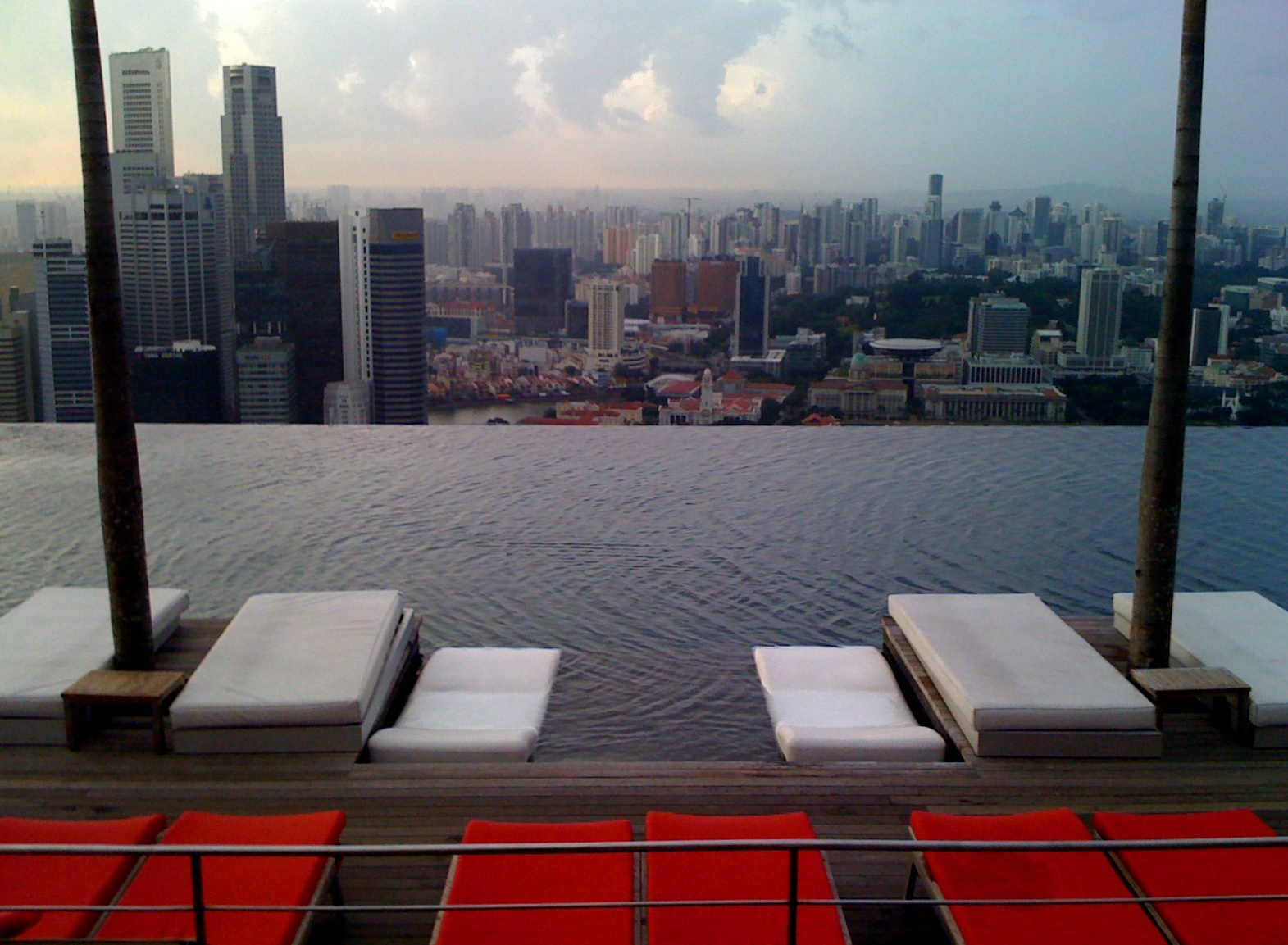
SkyPark: Infinity-Pool und Aussicht auf die Skyline mit Central Business District und City Hall

Der SkyPark beherbergt neben dem Garten und dem Schwimmbad auch Restaurants und Nachtclubs. Die Vorbauten vor den Hoteltürmen umfassen einen Theaterkomplex, einen Veranstaltungs- und Ausstellungskomplex und das Casino. Daneben befindet sich das Art-Science Museum in Form einer Lotusblüte mit Schiebedach, durch das, wenn geschlossen, Wasser als Wasserfall hinunterprasselt, auf den nachts bei schönem Wetter Lasershows projiziert werden.
Moshe Safdie gestaltete innerhalb des Resorts einen „Kunstpfad“ (Art Path), der sieben Installationen von fünf Künstlern, darunter Sol LeWitt, Antony Gormley und Zheng Chongbin, umfasst. Die Kunstobjekte sollen mit Umwelteinflüssen wie Licht, Wasser und Wind spielen.
Das Einkaufszentrum The Shoppes at Marina Bay Sands verfügt über eine Verkaufsfläche von fast 93.000 m² mit über 300 Geschäften und Essständen. Ein Kanal verläuft auf ganzer Länge durch den Einkaufsbereich im gleichen Stil wie im Venetian in Las Vegas. Ähnlich wie Gondelfahrten werden auf dem Kanal Sampan-Fahrten für Gäste und Käufer angeboten.
Es gibt zwei Kristallpavillons. Trotz eines kurzen Rechtsstreits im Juni 2011 wurden in einem der Pavillons zwei Nachtclubs untergebracht. Während der COVID-19-Pandemie wurde am 7. September 2020 Singapurs dritter Apple Store eröffnet. Der zweite Pavillon beherbergt die größte Louis-Vuitton-Boutique der Welt und befindet sich auf einer schwimmenden Insel mit 1900 m², die über einen Unterwassertunnel mit dem Teil der Boutique in The Shoppes verbunden ist. Beide Pavillons wurden 2011 eröffnet, kurz bevor die Formel-1-Saison 2011 auf den Marina Bay Street Circuit kam.

## Geschichte

### Entwicklungsplan Integrated Resorts Singapur
Marina Bay Sands ist einer von zwei siegreichen Vorschlägen für Singapurs erstes Integrated Resort – die lokale Bezeichnung für eine Urlaubsanlage mit Kasino. Das zweite Integrated Resort ist das Resorts World Sentosa auf der Insel Sentosa, das auch einen Vergnügungspark von Universal Studios umfasst. Die beiden großen Resorts wurden konzipiert, um die Entwicklung von Singapurs Wirtschaft im nächsten Jahrzehnt sicherzustellen. Die Kasinos haben eine Lizenz für 30 Jahre erhalten. Im Juli 2025 kündigte der Betreiber Las Vegas Sands eine umfassende Erweiterung des Marina Bay Sands an, um das Angebot des Luxusresorts deutlich auszubauen.
Der Zuschlag erfolgte aufgrund von vier Kriterien:
- touristischer Reiz und Beitrag
- architektonisches Konzept und Gestaltung
- Bauinvestition
- Stärke des Konsortiums und der Partner.

### Vergabeverfahren

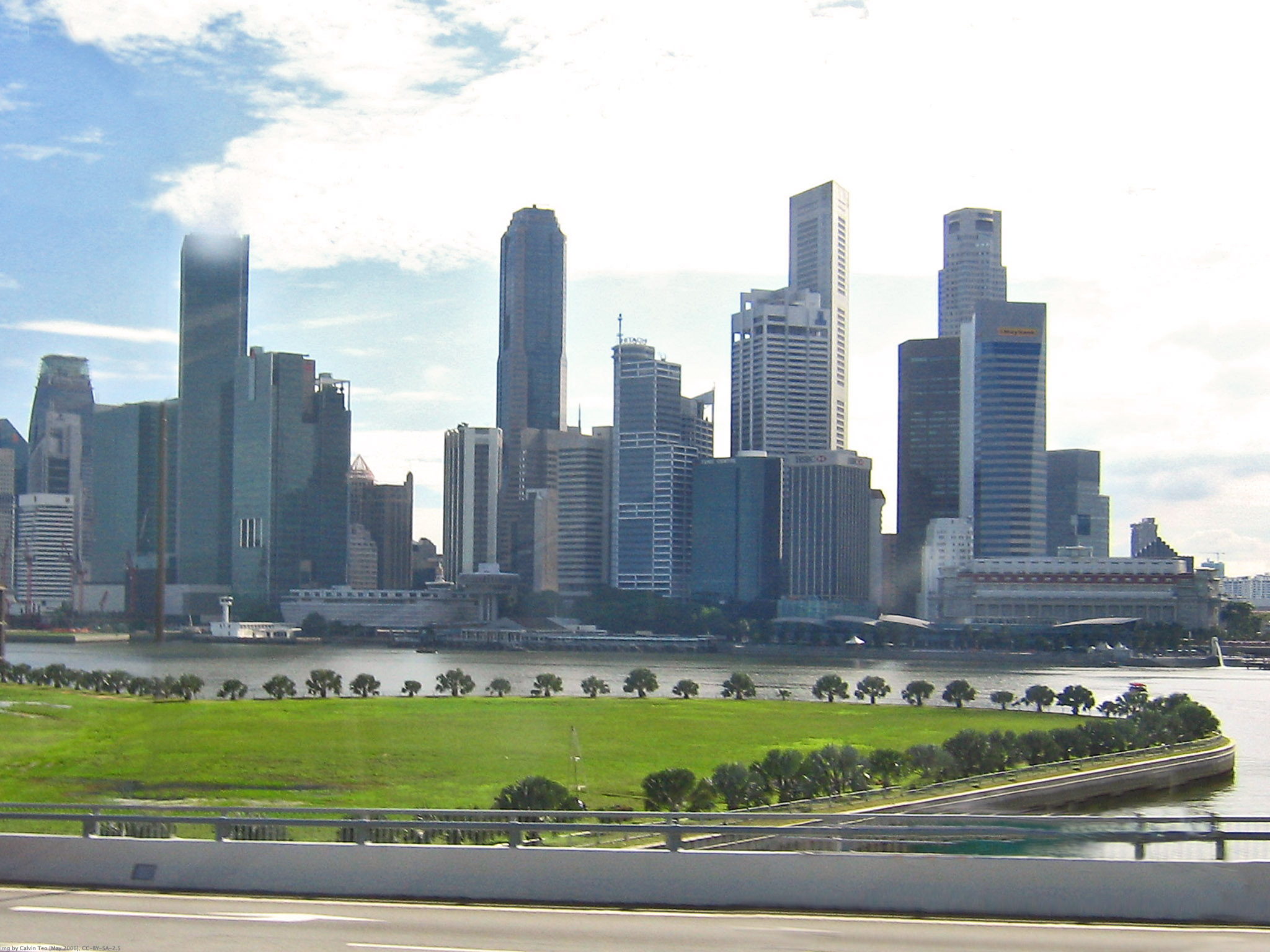
Im Vordergrund ein Teil des Grundstücks, auf dem später das Marina Bay Sands errichtet wurde. Im Hintergrund der Finanzdistrikt von Singapur.

Am 27. Mai 2006 wurde bekannt gegeben, dass Las Vegas Sands den Zuschlag erhält für das Gelände im neuen Geschäftsviertel Marina South an der Marina Bay. Las Vegas Sands betonte insbesondere seine Stärken im Geschäftsbereich Meetings Incentives Conventions Exhibitions. Der Gründer des Unternehmens, Sheldon Adelson, war der erste, der diese Art von Tourismus in Las Vegas einführte, worauf seine ersten Geschäftserfolge basierten. Zudem wurde die architektonische Gestaltung des Projekts von lokalen und internationalen Architekten als hervorragend gegenüber den anderen Projekten gelobt, insbesondere was den Fußgängerverkehr und die räumliche Anordnung anbelangt. Zudem passte der Entwurf am besten ins Stadtbild der Marina Bay: Den Architekten gefiel, dass die Hoteltürme von der Uferlinie zurückgesetzt sind, was eine weitreichende Aussicht über die Innenstadt und die Marina Bay eröffnet. Singapurs Skyline wird ansprechender und charakteristischer.
Las Vegas Sands reichte sein erfolgreiches Projekt allein ein. Der ursprüngliche Partner City Developments Limited, der einen Anteil von 15 % halten sollte, zog sich in der zweiten Phase der Ausschreibung zurück. Der CEO von City Developments Limited, Kwek Leng Beng, erklärte, dass der Rückzug verschiedene Ursachen habe, darunter die rechtzeitige Abstimmung mit verschiedenen Firmen, an denen er beteiligt ist, sowie die Zurückhaltung gewisser Beteiligungspartner, Informationen für die von den Singapurer Behörden verlangte Lauterkeitsprüfung offenzulegen. Kwek Leng Beng blieb dem Projekt trotz allem als Berater erhalten.
Hauptkontraktor für die Bautätigkeiten wurde das südkoreanische Unternehmen Ssangyong Engineering & Construction. Die Bauarbeiten begannen noch im Jahr 2006.

### Eröffnung und Betrieb
Die Anlage sollte ursprünglich im Jahr 2009 eröffnet werden. Neben den explodierenden Kosten führten fehlendes Personal und Material von Anfang an zu Verzögerungen. Zudem führte die Finanzkrise dazu, dass Las Vegas Sands das Projekt hinauszögern musste.
Am 27. April 2010 wurden beim Preview Opening das Kasino, Teile des Konferenzzentrums, diverse Läden, einige Restaurants, 963 Hotelzimmer und die Event Plaza zur Glück verheißenden Zeit um 15:18 Uhr eröffnet.
Die fortdauernden Arbeiten hatten Betriebsstörungen zur Folge. Anfang April fand die erste Konferenz im Marina Bay Sands Convention Centre statt, aber eine halbfertige Ausstattung und ein Stromausfall störten die Veranstaltung, was zu einem Rechtsverfahren zwischen den Organisatoren und dem Hotel führte.
Am 23. Juni 2010 begann die zweitägige offizielle Eröffnung des Resorts. Eingeweiht wurden der Sands SkyPark, weitere Läden, Restaurants und Bars sowie die übrigen Hotelzimmer. Teil der Eröffnungszeremonie waren der World Championship Climb, wobei 21 Kletterer aus der ganzen Welt die Glasfassade des Gebäudes zum SkyPark erklommen, und ein Konzert mit Diana Ross, Kelly Rowland und weiteren Künstlern. Der SkyPark wurde am zweiten Tag dem Publikum zugänglich gemacht und an diesem Tag von 2000 Personen besucht.
Erste Aufführungen in den Theatern fanden Ende November 2010 statt. Für Dezember 2010 war der Bauabschluss bei den schwimmenden Kristallpavillons vorgesehen. Die Eröffnung des Museums fand am 19. Februar 2011 statt. 2011 wurde das Musical Der König der Löwen in einem der Theater gespielt.
Der Tourismusverband von Singapur hob die Verpflichtung von sechs ausgezeichneten Köchen hervor, darunter Tetsuya Wakuda aus Australien, der Kalifornier Thomas Keller und Charlie Trotter aus Chicago.
Im August 2016 wurden in Indonesien sechs Männer verhaftet, denen vorgeworfen wird, dem IS nahezustehen und von der rund 25 Kilometer entfernten Insel Batam aus einen Raketenangriff auf das Hotel geplant zu haben.
Am 3. April 2019 kündigte Sands eine Erweiterung seiner Marina Bay Sands-Liegenschaft in Singapur um 3,3 Milliarden US-Dollar an. Die Erweiterung umfasst den Bau eines vierten Hotelturms, der über das ITE College South mit 1000 Luxus-Suiten und einer Arena mit 15.000 Sitzplätzen verbunden ist. Die Singapurer zahlen eine Eintrittsgebühr von 100 SGD, um Zugang zum Casino zu erhalten. Dies wurde am 4. April 2019 auf 500 SGD angehoben.
Nach der Entdeckung bestätigter COVID-19-Fälle im Nachtclub von Ce La Vi am 24. März 2020 sowie von Black Tap in Marina Bay Sands am 30. März 2020 stellte Marina Bay Sands den Betrieb vom 7. April an ein. Die Schließung betraf auch die Station Bayfront, das Marina Bay Sands Theatre, das ArtScience Museum und das Marina Bay Sands Convention Center. Am 19. Juni 2020 nahmen die Geschäfte in Marina Bay Sands den Betrieb unter strengen Hygiene- und Sicherheitsprotokollen wieder auf. Sie standen aber nur Mitgliedern des Sands Rewards Club offen. Am 1. Juli nahmen das ArtScience Museum, das Casino und das Sands SkyPark Observation Deck zusammen mit den anderen Veranstaltungsorten den Betrieb für die Clubmitglieder schrittweise wieder auf.

## Finanzierung
Die Grundstückkosten eingerechnet soll der Bau 8 Milliarden Singapur-Dollar (rund 4,6 Milliarden Euro) gekostet haben.
Las Vegas Sands wollte ursprünglich rund 3,85 Milliarden S$ (rund 2 Milliarden €) in das Projekt investieren. Die Grundstückskosten von rund 1,2 Milliarden S$ (rund 700 Millionen €) für das 560.000 m² große Gelände waren dabei noch nicht eingerechnet. Mit dem durch steigende Materialkosten zum Beispiel für Sand und Stahl sowie durch andere große Infrastruktur- und Gebäudeprojekte in Singapur hervorgerufenen Arbeitskräftemangel beliefen sich die Gesamtkosten für das Projekt auf rund 8 Milliarden S$ (4,5 Milliarden €), wie Sheldon Adelson im Juli 2009 bekannt gab. Obwohl die Kosten für Marina Bay Sands in einer ähnlichen Größenordnung liegen wie für das CityCenter-Projekt von MGM in Las Vegas, hinkt der Vergleich etwas, da es sich beim CityCenter um ein gemischt genutztes Bauprojekt mit Eigentumswohnungen handelt.
Las Vegas Sands bezeichnete das Unternehmen als eines der herausforderndsten Bauprojekte der Welt und sicherlich die teuerste alleinstehende Integrated-Resort-Immobilie, die je gebaut worden ist. Es wird erwartet, dass das Resort jährlich mindestens 1 Milliarde S$ Gewinn erwirtschaftet. Im Jahr 2014 verzeichnete das Casino rund 4 Millionen Besucher und erzielte bei einem Umsatz von 3,2 Mrd. S$ einen Gewinn von 1,7 Mrd. S$, womit es wahrscheinlich das profitabelste Einzelcasino der Welt war. Während ausländische Besucher keine Eintrittsgebühr zahlen müssen, beträgt die Eintrittsgebühr für Bewohner Singapurs 500 SGD pro Tag oder 2000 SGD pro Jahr. Insgesamt hat im Juni 2010 eine halbe Million Spieler das Casino besucht.
Es wird erwartet, dass Marina Bay Sands bis ins Jahr 2015 rund 2,7 Milliarden S$ zur Volkswirtschaft des Stadtstaats beisteuert, was 0,8 % von Singapurs Bruttoinlandsprodukt entspricht. Das Casino beschäftigt 10.000 Personen direkt und schafft 20.000 Arbeitsstellen in anderen Firmen.

## Kultur
Die Türme der Marina Bay Sands wurden mehrfach im Fernsehen in verschiedenen Franchise-Unternehmen von The Amazing Race gezeigt, darunter in der vierten Staffel der asiatischen Ausgabe von The Amazing Race, der ersten Staffel der australischen Ausgabe von The Amazing Race, der zweiten Staffel der israelischen Ausgabe von The Amazing Race und in der fünfundzwanzigsten Staffel der amerikanischen Originalausgabe von The Amazing Race, die alle eine Seiltanzaufgabe zwischen zwei Türmen des Resorts beinhalteten. Eine teilweise zerstörte Version der Struktur wurde im Videospiel Call of Duty: Black Ops 3 von 2015 vorgestellt, das zehn Jahre nach einer biochemischen Katastrophe stattfindet, die den größten Teil der östlichen Hälfte Singapurs unwirtlich gemacht hat. Der Trailer des Films Independence Day: Resurgence aus dem Jahr 2016 zeigt die Zerstörung der Anlage, nachdem er von der Schwerkraft eines schwebenden außerirdischen Raumfahrzeugs erfasst wurde. Der Bau wurde auch im Film Crazy Rich Asians aus dem Jahr 2018 gezeigt, sowohl in der szenischen B-Rolle von Singapur als auch in einer Kulisse gegen Ende des Films. Sowohl die fertigen als auch die teilweise zerstörten Versionen der Struktur sind im Animationsfilm Detective Conan: Die Faust des blauen Saphirs von 2019 in der Eröffnung, in verschiedenen Teilen des Films und im Abspann enthalten.

## Verkehrsanbindung

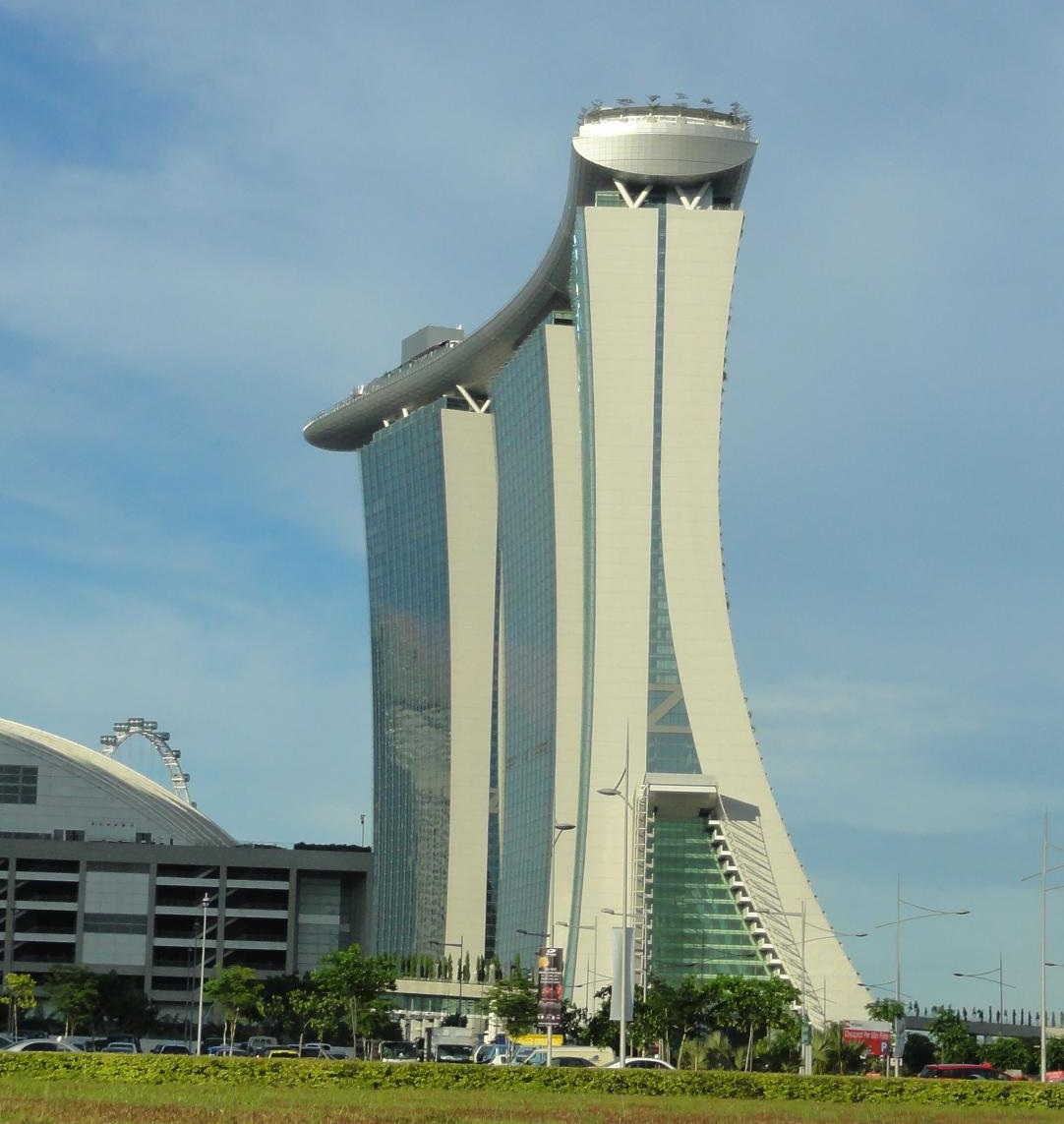
Der Bau von Süden (November 2011)

Der Komplex ist durch die Station Bayfront an die Circle Line und die Downtown Line der U-Bahn MRT angebunden. Der Zugang befindet sich direkt unter dem Resort. Daneben besteht Anschluss an diverse Buslinien.